# Listă de conducători de stat din 1862
1858 - 1859 - 1860 - 1861 - 1862 - 1863 - 1864 - 1865 - 1866
Aceasta este o listă a conducătorilor de stat din anul 1862:

## Europa
- Anglia: Victoria (regină din dinastia de Hanovra, 1837-1901)
- Austria: Francisc Iosif (împărat din dinastia de Habsburg-Lorena, 1848-1916; totodată, rege al Cehiei, 1848-1916; totodată, rege al Ungariei, 1848/1867-1916)
- Bavaria: Maximilian al II-lea Josef (rege din dinastia de Wittelsbach, 1848-1864)
- Belgia: Leopold I (rege din dinastia de Saxa-Coburg, 1831-1865)
- Cehia: Francisc Iosif (rege din dinastia de Habsburg-Lorena, 1848-1916; totodată, împărat al Austriei, 1848-1916; totodată, rege al Ungariei, 1848/1867-1916)
- Danemarca: Frederik al VII-lea (rege din dinastia de Oldenburg, 1848-1863)
- Elveția: Jakob Stampfli (președinte, 1856, 1859, 1862)
- Franța: Ludovic Napoleon Bonaparte (Napoleon al III-lea) (președinte, 1848-1870; împărat, din 1852)
- Grecia: Otto (Friedrich Ludwig) (rege din dinastia de Bavaria, 1833-1862)
- Imperiul otoman: Abdul-Aziz (sultan din dinastia Osmană, 1861-1876)
- Italia: Victor Emmanuel al II-lea (rege din dinastia de Savoia, 1861-1878; anterior, rege al Sardiniei, 1849-1861)
- Liechtenstein: Johannes al II-lea cel Bun (principe, 1858-1929)
- Luxemburg: Wilhelm al III-lea (mare duce din dinastia de Orania-Nassau, 1849-1890; totodată, rege al Olandei, 1849-1890)
- Monaco: Carol al III-lea (principe, 1856-1889)
- Muntenegru: Nicolae (principe din dinastia Petrovic-Njegos, 1860-1918; rege, din 1910)
- Olanda: Wilhelm al III-lea (rege din dinastia de Orania-Nassau, 1849-1890; totodată, mare duce de Luxemburg, 1849-1890)
- Portugalia: Luis I (rege din dinastia de Braganca-Saxa-Coburg-Gotha-Kohary, 1861-1889)
- Prusia: Wilhelm I (rege din dinastia de Hohenzollern, 1861-1871; ulterior, împărat al Germaniei, 1871-1888)
- România: Alexandru Ioan Cuza (domnitor, 1859-1866)
- Rusia: Alexandru al II-lea Nikolaievici (împărat din dinastia Romanov-Holstein-Gottorp, 1855-1881)
- Saxonia: Johann (Nepomuk Marie Josef Anton Xaver Vinzenz Ludwig Franz de Paula Stanislaus Bernhard Paul Felix Damasus) (rege din dinastia de Wettin, 1854-1873)
- Serbia: Mihail (principe din dinastia Obrenovic, 1839-1842, 1860-1868)
- Spania: Isabela a II-lea (regină din dinastia de Bourbon, 1833-1868)
- Statul papal: Pius al IX-lea (papă, 1846-1878)
- Suedia: Carol al XV-lea (rege din dinastia Bernadotte, 1859-1872)
- Transilvania: Ludovic Folliot de Crenville (guvernator, 1861-1867)
- Ungaria: Francisc Iosif (rege din dinastia de Habsburg-Lorena, 1848/1867-1916; totodată, împărat al Austriei, 1848-1916; totodată, rege al Cehiei, 1848-1916)

## Africa
- Așanti: Kwaku Dua I (așantehene, 1834-1867)
- Bagirmi: Abu-Sekkin Muhammad (mbang, 1858-1871)
- Barotse: Sekeletu (litunga, 1851-1863)
- Benin: Adolo (obba, cca. 1850-1888)
- Buganda: Mutesa I (Mukabaya) (kabaka, 1856-1884)
- Bunyoro: Kyebambe al IV-lea (Kamurasi) (mukama, cca. 1852-1869)
- Burundi: Mwezi al IV-lea Gisaabo (mwami din a patra dinastie, 1852-1908)
- Dahomey: Gelele (rege, 1858-1889)
- Darfur: Muhammad Hussain ibn Muhammad Fadl (sultan, 1838/1839-1873)
- Egipt: Muhammad Said Pașa (conducător, 1854-1863)
- Ethiopia: Theodoros al II-lea (împărat, 1855-1868)
- Imerina: Radama al II-lea (Rakoto) (rege, 1861-1863)
- Imperiul otoman: Abdul-Aziz (sultan din dinastia Osmană, 1861-1876)
- Kanem-Bornu: Umar ibn Muhammad (șeic din dinastia Kanembu, 1837-1853, 1854-1880)
- Lesotho: Moshoeshoe I (rege, 1818/1820-1870)
- Liberia: Stephen Allen Benson (președinte, 1856-1864)
- Lunda: Cakasekene (mwato-yamvo, 1857-?) (?)
- Maroc: Sidi Mohammed (al IV-lea) ibn Abd ar-Rahman (sultan din dinastia Alaouită, 1859-1873)
- Munhumutapa: Kataruza (rege din dinastia Munhumutapa, 1835-1868)
- Oyo: Adelu (rege, 1859-1875)
- Rwanda: Mutara al II-lea Rwoogera (rege, cca. 1860-cca. 1865)
- Swaziland: Mswati (Mdvuso) (rege din clanul Ngwane, 1840-1868)
- Tunisia: Muhammad al III-lea ibn Hussein as-Sadik (bey din dinastia Husseinizilor, 1859-1882)
- Wadai: Ali ibn Muhammad (sultan, 1858-1874)
- Zanzibar: Madjid ibn Said (sultan din dinastia Bu Said, 1856-1870)

## Asia

### Orientul Apropiat
- Afghanistan: Dost Muhammad Khan (suveran din dinastia Barakzay, 1826-1839, 1842-1863)
- Arabia: Faisal I ibn Turki (imam din dinastia Saudiților/Wahhabiților, 1834-1838, 1843-1865)
- Bahrain: Muhammad I ibn al-Khalifah (II) (emir din dinastia al-Khalifah, 1843-1868, 1869)
- Iran: Nasir ad-Din (șah din dinastia Kajarilor, 1848-1896)
- Imperiul otoman: Abdul-Aziz (sultan din dinastia Osmană, 1861-1876)
- Kuwait: Sabbah al II-lea ibn Jabir (emir din dinastia as-Sabbah, 1859-1866)
- Oman: Suwaini ibn Said (imam din dinastia Bu Said, 1856-1866)
- Yemen, statul Sanaa: al-Mansur Muhammad (imam, 1853-1890), al-Mutawakkil al-Muhsin (imam, 1855-1878) și al-Mansur Hussayn (imam, 1859-1863)

### Orientul Îndepărtat
- Atjeh: Mansur Șah (sultan, 1836-1870)
- Birmania, statul Toungoo: Mindon Min (rege din dinastia Alaungpaya, 1853-1878)
- Brunei: Abdul Mumin (sultan, 1852-1885)
- Cambodgea: Preah Ang Reachea Vodey Preah Norodom Borommo Ream Teneavottana (rege, 1860-1904), Si Vatha (pretendent, 1861-1862) și Ang Phim (pretendent, 1862-1866)
- China: Muzong (Zai Chun) (împărat din dinastia manciuriană Qing, 1862-1874)
- Coreea, statul Choson: Ch'oljong (Yi Chung) (rege din dinastia Yi, 1849-1863)
- India: Charles John Canning (guvernator general, 1856-1862; vicerege, din 1858) și James Bruce (vicerege, 1862-1863)
- Japonia: Komei (împărat, 1847-1866) și Iemochi (principe imperial din familia Tokugaua, 1858-1866)
- Laos, statul Champassak: interregnum (1858-1863)
- Laosul superior: Tiantharat (Chantha Kuman) (rege, 1851-1870)
- Maldive: Imad ad-Din Muhammad al III-lea (sultan, 1834-1882)
- Mataram (Jogjakarta): Abd ar-Rahman Amangkubowono al VI-lea (Mangku-bumi Gatot) (sultan, 1855-1877)
- Mataram (Surakarta): Pakubuwono al IX-lea (Bangun Kadaton) (sultan, 1861-1893)
- Nepal, statul Gurkha: Surendra Bikram Șah Bahadur Șamșir Jang (rege, 1847-1881)
- Rusia: Alexandru al II-lea Nikolaievici (împărat din dinastia Romanov-Holstein-Gottorp, 1855-1881)
- Thailanda, statul Ayutthaya: Pra Chomklao Chaoyuhua (Mongkut, Rama al IV-lea) (rege din dinastia Chakri, 1851-1868)
- Tibet: nGag-dbang bLo-bzang Phrin-las rgya-mtsho (dalai lama, 1858-1875)
- Tibet: Panchen dPal-ldan Ch'os-kyi gRags-pa (Chokye Trakpa) (panchen lama, 1857-1882)
- Vietnam: Tu Duc (Nguyen Duc-Tong) (împărat din dinastia Nguyen, 1848-1883)

## America
- Argentina: Santiago Derqui (președinte, 1860-1862) și Bartolome Mitre (președinte, 1862-1868)
- Bolivia: Jose Maria de Acha (președinte, 1861-1865)
- Brazilia: Pedro al II-lea (împărat din dinastia de Braganca, 1831-1889)
- Chile: Jose Joaquin Perez Mascayano (președinte, 1861-1871)
- Columbia: Bartolome Calvo (președinte, 1861-1862) și Tomas Cipriano de Mosquera y Arboleda (președinte, 1845-1849, 1862-1864, 1866-1867)
- Costa Rica: Jose Maria Montealegre Fernandez (președinte, 1859-1863)
- Ecuador: Gabriel Garcia Moreno (președinte, 1859-1865, 1869-1875)
- El Salvador: Gerardo Barrios Espinosa (președinte, 1859-1860, 1861-1863)
- Guatemala: Rafael Carrera (președinte, 1844-1848, 1851-1865)
- Haiti: Nicholas Fabre Geffrard (președinte, 1859-1867)
- Honduras: Santos Guardiola (președinte, 1856-1862), Jose Francisco Montes (președinte, 1862, 1862-1863), Jose Maria Medina (președinte, 1862, 1863, 1864, 1864-1865, 1866-1867, 1867-1868, 1870-1871, 1871, 1871-1872, 1875-1876, 1876) și Victoriano Castellanos (președinte, 1862)
- Mexic: Benito Pablo Juarez (președinte, 1858-1872)
- Paraguay: Carlos Antonio Lopez (consul, 1841-1862; dictator, din 1844) și Francisco Solano Lopez (dictator, 1862-1870)
- Peru: Ramon Castilla y Marquesado (președinte, 1845-1851, 1855-1862) și Manuel Miguel San Roman (președinte, 1862-1863)
- Statele Unite ale Americii: Abraham Lincoln (președinte, 1861-1865)
- Uruguay: Bernardo Prudencio Berro (președinte, 1852, 1860-1864)
- Venezuela: Jose Antonio Paez (dictator, 1839-1843, 1861-1863)

## Oceania
- Hawaii: Kamehameha al IV-lea (Alexander Liholiho) (rege, 1854-1863)
- Noua Zeelandă: George Grey (guvernator, 1845-1853, 1861-1868)
- Tonga: George Tupou I (rege, 1845-1893)